# 哈萨克斯坦社会主义运动
哈萨克斯坦社会主义运动是哈萨克斯坦的一个非法的共产主义组织。2002年5月23日，托洛茨基主义国际组织工人国际委员会在哈萨克斯坦建立支部。2006年5月20日，工人国际委员会哈萨克斯坦支部的成员建立一个更正式的、更独立于工人国际委员会的组织——哈萨克斯坦社会主义抵抗。2011年5月7日，改用现名；同时，计划向哈萨克斯坦中央选举委员会申请注册为“社会主义工人党”，但最终未能实现。2015年，该组织脱离工人国际委员会，并放弃托洛茨基主义意识形态。2016年，与共产党和工人党国际会议建立联系。
该组织曾多次组织大规模罢工。该组织反对努尔苏丹·纳扎尔巴耶夫的独裁统治，其领导人经常遭到哈萨克斯坦当局的迫害。
2022年1月，该组织参与领导2022年哈萨克斯坦抗议。